# Селендума (станція)
Селендума (рос. Селендума) — станція Улан-Уденського регіону Східносибірської залізниці Росії, розташована на дільниці Заудинський — Наушки між станціями Гусине Озеро (відстань — 27 км) і Джида (26 км). Відстань до ст. Заудинський — 178 км, до державного кордону — 75 км.